# Opodiphthera eucalypti

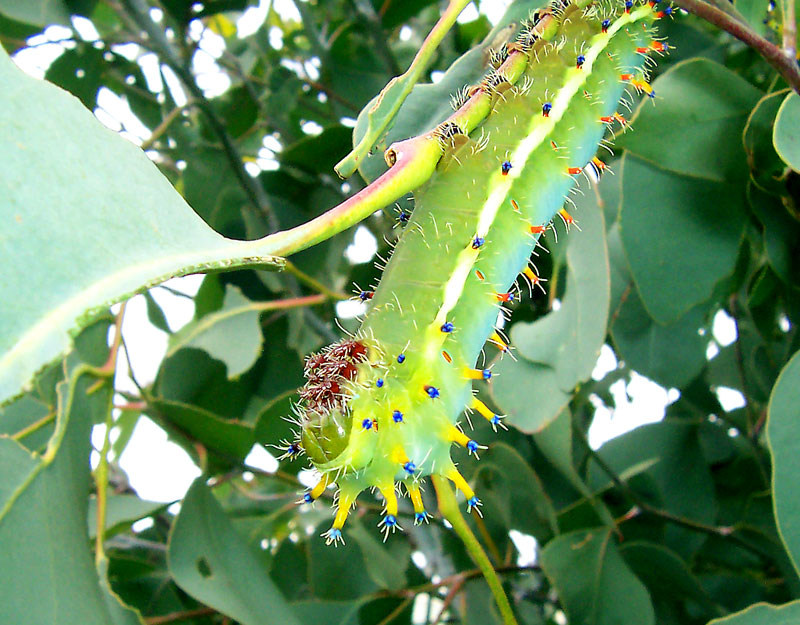
Larva all'ultimo stadio

Opodiphthera eucalypti (Scott, 1864), è un lepidottero notturno appartenente alla famiglia Saturniidae, diffuso in Oceania.

## Note

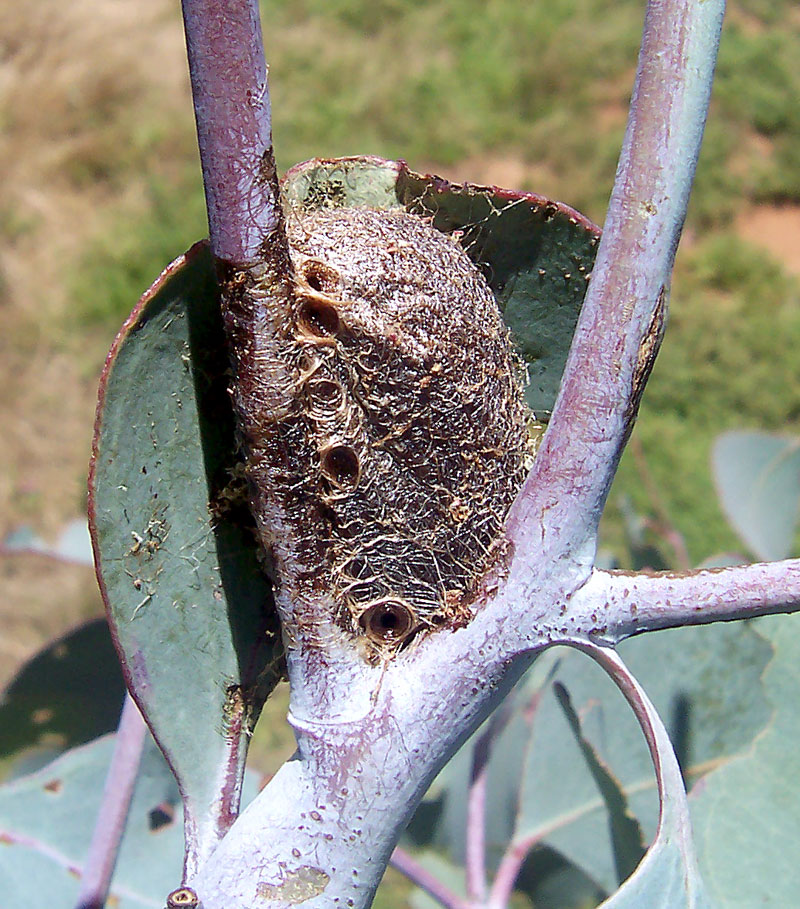
Bozzolo